# Головне управління МВС Росії по Нижньогородській області
Головне управління МВС Росії по Нижньогородськой області (так само Нижньогородська поліція) — територіальний орган виконавчої влади в Нижньому Новгороді і Нижньогородській області, що входить до складу системи органів внутрішніх справ Російської Федерації.

## Основні завдання
- забезпечення в межах своїх повноважень життя, здоров'я захисту прав і свобод громадян Російської Федерації, іноземних громадян та осіб без громадянства, протидія злочинності, охорона громадського порядку і власності, забезпечення громадської безпеки на території Нижньогородської області;
- управління підлеглими органами та організаціями;
- здійснення соціального та правового захисту працівників органів внутрішніх справ, федеральних державних цивільних службовців системи МВС Росії і працівників Головного управління, підпорядкованих органів та організацій, соціального захисту членів сімей зазначених співробітників, державних службовців і працівників, а також громадян, звільнених зі служби в органах внутрішніх справ і з військової служби у внутрішніх військах МВС Росії.

## Події

### Акт самоспалення Ірини Славіної

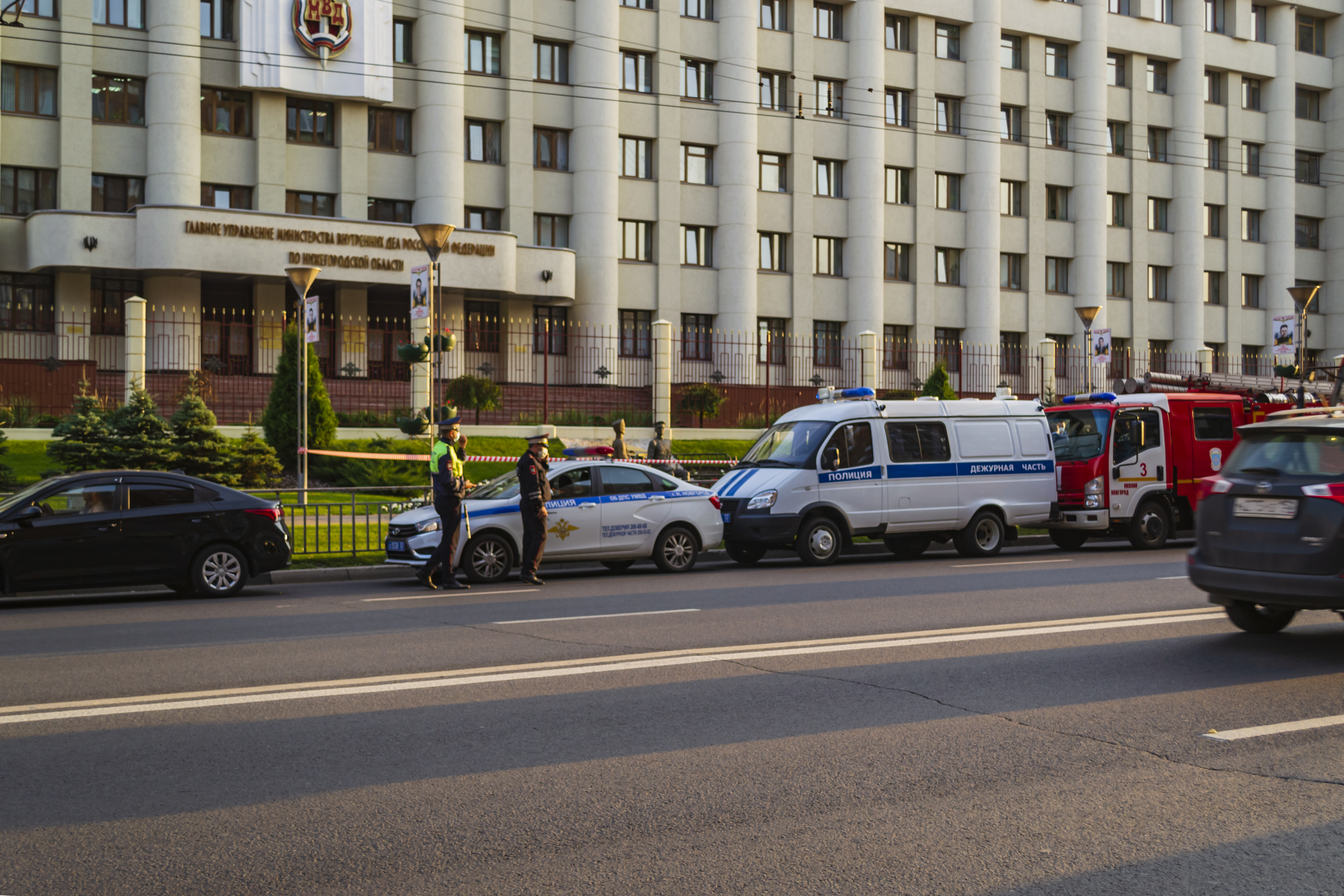
Автомобілі екстрених служб і поліція біля будівлі ГУ МВС Росії по Нижньогородськой області

Вдень 2 жовтня 2020 року біля будинку головного управління МВС по Нижньогородській області (навпроти станції метро «Горьківська») вчинила акт самоспалення опозиційна журналістка і активістка Ірина Славіна. Вона зробила це проти дій нижньогородської поліції, яка проводила обшук у її соратників у справі «Відкритої Росії». Сама ж Ірина виступала там як свідок і ніяк не потрапляла під кримінальне переслідування. Сама ж вона написала на своїй сторінці в Фейсбуці:
|                                                   | В моїй смерті прошу винити Російську Федерацію |
| — В моей смерти прошу винить Российскую Федерацию |                                                |

Ірина давно готувалася до цього кроку, про що говорить її публікація від 20 червня 2019 року.
|  | Цікаво, а якщо я влаштую акт самоспалення біля прохідної УФСБ (або прокуратури міста, я поки не знаю), це хоч скільки-небудь наблизить нашу державу до світлого майбутнього, або моя жертва буде безглузда? Думаю, краще померти так, ніж як моя бабуся від раку в 52 роки. |

## Система звань в поліції
| рядовий склад   | рядовий склад   | Молодший начальницький склад | Молодший начальницький склад | Молодший начальницький склад | Молодший начальницький склад | Молодший начальницький склад | Молодший начальницький склад |
| --------------- | --------------- | ---------------------------- | ---------------------------- | ---------------------------- | ---------------------------- | ---------------------------- | ---------------------------- |
|                 |                 |                              |                              |                              |                              |                              |                              |
| рядовий поліції | курсант поліції | Молодший сержант поліції     | сержант поліції              | Старший сержант поліції      | старшина поліції             | прапорщик поліції            | Старший прапорщик поліції    |

| Середній начальницький склад | Середній начальницький склад | Середній начальницький склад | Середній начальницький склад | Старший начальницький склад | Старший начальницький склад | Старший начальницький склад | Вищий начальницький склад | Вищий начальницький склад | Вищий начальницький склад | Вищий начальницький склад            |
| ---------------------------- | ---------------------------- | ---------------------------- | ---------------------------- | --------------------------- | --------------------------- | --------------------------- | ------------------------- | ------------------------- | ------------------------- | ------------------------------------ |
|                              |                              |                              |                              |                             |                             |                             |                           |                           |                           |                                      |
| Молодший лейтенант поліції   | лейтенант поліції            | Старший лейтенант поліції    | капітан поліції              | майор поліції               | підполковник поліції        | полковник поліції           | Генерал-майор поліції     | Генерал-лейтенант поліції | Генерал-полковник поліції | Генерал поліції Російської Федерації |

Нарукавний знак приналежності до МВС Росії
Нарукавний знак патрульно-постової служби
Нарукавний знак дорожньо-патрульної служби
Нарукавний знак головного управління на транспорті

## Лінки
- Офіційний сайт ГУ МВС по Нижньогородськой області